# Satu Nou (okręg Arad)
Satu Nou (węg. Simonyifalva) – wieś w Rumunii, w okręgu Arad, w gminie Mișca. W 2011 roku liczyła 834 mieszkańców. 